# Mordellistena canariensis
Mordellistena canariensis es una especie de coleóptero de la familia Mordellidae.

## Distribución geográfica
Es endémica de las Islas Canarias (España).